# 桑迪斯普林斯 (佐治亚州)
桑迪斯普林斯（英語：Sandy Springs），美國佐治亚州富尔顿县的一個城市，是亚特兰大的一个郊区。桑迪斯普林斯成立于2005年12月。2006年，该市估计有85,771人口，名列佐治亚州第8大城市。

## 外部連結
- City of Sandy Springs （页面存档备份，存于）
- Sandy Springs community site （页面存档备份，存于）
- Heritage Sandy Springs （页面存档备份，存于）
- Leadership Sandy Springs （页面存档备份，存于）